# Bruce Fairbairn
Bruce Earl Fairbairn (* 30. Dezember 1949 in Vancouver, British Columbia; † 17. Mai 1999 in Vancouver, British Columbia) war ein kanadischer Musikproduzent in den 1980er- und 1990er-Jahren. Er produzierte viele Alben bekannter Rockmusiker, unter anderem von Kiss, Bon Jovi, Aerosmith, AC/DC, Van Halen und Scorpions. Er war Eigentümer und Betreiber der Little Mountain Sound Studios in seiner Heimatstadt Vancouver.

## Leben

### Frühe Karriere
Als Kind lernte Fairbairn, Trompete zu spielen. Im Alter von 30 Jahren gewann er drei Canadian Juno „Producer of the Year“ Awards für die Arbeit mit seiner Band Prism am 1980er Album Young and Restless. Mit Loverboys gleichnamigem Debütalbum begann seine Karriere mit Hits wie Turn Me Loose und The Kid Is Hot Tonite. Seine Arbeit mit Blue Öyster Cult und Krokus machte ihn zu einem der bekanntesten Hard-Rock-Produzenten.

### Internationale Erfolge
1986 produzierte Fairbairn Bon Jovis Slippery When Wet, mit über zwölf Millionen verkauften Exemplaren allein in den USA. Seine nächste große Produktion, Aerosmiths Permanent Vacation (1987), generierte eine Reihe von Hits wie Dude (Looks Like a Lady), Angel und Rag Doll. Fairbairn produzierte auch Aerosmiths Pump, das einen Umsatz von mehr als sieben Millionen Dollar einbrachte.

### Tod
Nach Abschluss der Aufnahme-Sessions für das Yes-Album The Ladder wurde Fairbairn am 17. Mai 1999 von Jon Anderson tot in seiner Wohnung in Vancouver gefunden. Er hinterließ seine Frau Julie, mit der er drei Söhne hatte.
Im Jahr 2000 wurde er postum mit der Aufnahme in die Canadian Music Hall of Fame geehrt.

## Diskografie
| Künstler/Band          | Albumtitel                         |
| ---------------------- | ---------------------------------- |
| 1977: Prism            | Prism                              |
| 1978: Prism            | See Forever Eyes                   |
| 1979: Prism            | Armageddon                         |
| 1980: Prism            | Young and Restless                 |
| 1980: Loverboy         | Loverboy                           |
| 1981: Loverboy         | Get Lucky                          |
| 1982: Strange Advance  | Worlds Away                        |
| 1983: Blue Öyster Cult | The Revölution by Night            |
| 1983: Loverboy         | Keep It Up                         |
| 1984: Krokus           | The Blitz                          |
| 1985: Black ’n Blue    | Without Love                       |
| 1985: Honeymoon Suite  | The Big Prize                      |
| 1986: Bon Jovi         | Slippery When Wet                  |
| 1987: Aerosmith        | Permanent Vacation                 |
| 1987: Rock and Hyde    | Under the Volcano                  |
| 1987: Loverboy         | Wildside                           |
| 1988: Dan Reed Network | Dan Reed Network                   |
| 1988: Bon Jovi         | New Jersey                         |
| 1989: Aerosmith        | Pump                               |
| 1989: diverse          | Stairway to Heaven/Highway to Hell |
| 1990: AC/DC            | The Razors Edge                    |
| 1990: Paul Laine       | Stick It In Your Ear               |
| 1990: Poison           | Flesh & Blood                      |
| 1991: Dan Reed Network | The Heat                           |
| 1992: AC/DC            | Live                               |
| 1993: Aerosmith        | Get a Grip                         |
| 1993: Scorpions        | Face the Heat                      |
| 1994: Jackyl           | Push Comes to Shove                |
| 1995: Van Halen        | Balance                            |
| 1995: Chicago          | Night and Day:Big Band             |
| 1996: The Cranberries  | To the Faithful Departed           |
| 1997: INXS             | Elegantly Wasted                   |
| 1998: Kiss             | Psycho Circus                      |
| 1998: Atomic Fireballs | Torch This Place                   |
| 1999: Yes              | The Ladder                         |